# В'ялова Людмила Іванівна
Людмила Іванівна В'ялова (нар. 13 лютого 1932, село Рожнове, тепер Селівановського району Владимирської області, Російська Федерація — 24 травня 2000, село Кам'янське, Ленінського району Автономна Республіка Крим) — українська радянська діячка, свинарка, бригадир свиноферми радгоспу «Семисотка» Ленінського району Кримської області. Герой Соціалістичної Праці (22.03.1966). Депутат Верховної Ради УРСР 7—9-го скликань.

## Біографія
Народилася в селянській родині. Освіта неповна середня.
У 1946—1954 роках — колгоспниця колгоспу «Победа» Селівановського району Владимирської області РРФСР.
У 1954—1957 роках — колгоспниця колгоспу «Победа» Ленінського району Кримської області, робітниця райпромкомбінату.
З 1957 року — свинарка, з 1967 року — бригадир по відгодівлі свиней свиноферми радгоспу «Семисотка» Ленінського району Кримської області.
Потім — на пенсії в селі Кам'янське Ленінського району Автономної Республіки Крим.

## Нагороди
- Герой Соціалістичної Праці (22.03.1966)
- два ордени Леніна (22.03.1966, 6.09.1973)
- орден Жовтневої Революції (8.04.1971)
- медаль «За доблесну працю. В ознаменування 100-річчя з дня народження Володимира Ілліча Леніна» (1970)
- медалі